# مرغ اطلسی لوریا
مرغ اطلسی لوریا (نام علمی: Cnemophilus loriae) نام یک گونه از سرده مرغ‌های اطلسی است.